# Budapest-Józsefváros (nádraží)
Budapest-Józsefváros (maďarsky Józsefvárosi pályaudvar) bylo nádraží, které patřilo ke čtveřici nejstarších budapešťských koncových nádraží (spolu s Nyugati pályaudvar, Keleti pályaudvar a Déli pályaudvar).
Nádraží bylo otevřeno roku 1867. Své jméno získalo podle polohy ve čtvrti Józsefváros. V letech 1884–2005 fungovalo jako pobočné nádraží k blízkému Keleti pályaudvar, od jehož příjezdové trati se jeho příjezdová trať odvětvovala. V roce 1992 oslavila stanice Budapest-Józsefváros 125 let provozu, poté se však provoz na něm postupně utlumoval. 10. prosince 2005 v 19:40 hod. odtud odjel poslední osobní vlak do stanice Kunszentmiklós-Tass. Poté bylo nádraží definitivně uzavřeno, nicméně jeho budova doposud stojí.